# 外崎大輔
外崎 大輔（とのさき だいすけ、11月6日 - ）は、日本の男性声優。青森県出身。スリートゥリー所属。

## 出演

### テレビアニメ
2011年
- アスタロッテのおもちゃ!（観客）

2013年
- カーニヴァル

2014年
- ストレンジ・プラス（不良A、依頼人A）
- 旦那が何を言っているかわからない件（山田）

2015年
- 旦那が何を言っているかわからない件 2スレ目（山田）

2016年
- おくさまが生徒会長!+!（男子生徒）
- ばくおん!!（小型カタナ乗りA）

### ゲーム
2016年
- ぷよぷよ!!クエスト（ジョゼ）

2018年
- RPGツクールMV Trinity（アラビアンナイト アラン）
- 猫のニャッホ（ロートレック）

### 吹き替え
- ブレンダン・フレイザーのエリートをぶっとばせ!（2014年、レアード 役）